# Volkswagen Transporter
VW Transporter nebo v Německu i VW Bus je dodávkový automobil společnosti Volkswagen. Sériová výroba započala roku 1950, od roku 2021 se vyrábí v 7. generaci T7. Získal si velkou oblibu a vynikl s hnutím Hippies. Dnes jde o užitkové vozidlo, stará verze je známá také jako VW Classical Bus.
Původní dobové označení „Kombi“ bylo přezdíváno „Bulli“ (zkratka slov BUs, Last- und Lieferwagen, tj. bus, nákladní a rozvážkový automobil). K 60. výročí v roce 2007 prodal Kässbohrer právně chráněný název Volkswagenu, který pojmenování Transporteru Bulli začal používat veřejně.
V roce 1992 byl T4 a roce 2004 T5 vyhlášen Mezinárodní dodávkou roku „Van of the year“.

## Historie

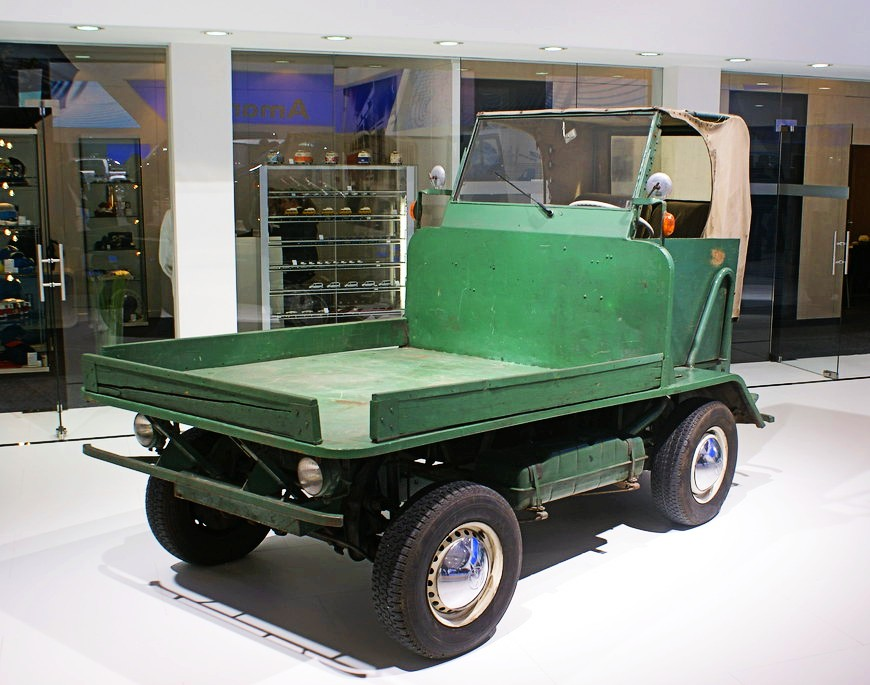
přepravní vůz VW se šasi Kdf 82

Počátky Transporteru spadají do půli října 1947. Nizozemský obchodník Ben Pon zamýšlel krom osobního vozu VW Brouk – ⁠⁠⁠⁠⁠⁠jehož vývoz z Německa současně jako první dohodl, prodávat nouzový přepravní vůz Volkswagen založený na zkráceném podvozku Kdf 82, jenž zahlédl v továrně VW ve Wolfsburgu. Nizozemské úřady však odmítly povolit užívání vozu, jehož řidič seděl až za nákladem nad zadním kolem a motorem. Načrtl tedy kabinu vepředu se zaoblenými tvary – černobílá skica v zápisníku.[ve zdroji nenalezeno] S očekáváním potřeby menších dodávkových vozů také v Německu vedení VW koncept přijalo. Po splnění dodávek vozů Brouk britské okupační správě a uvolnění výrobních kapacit došlo ke zkonstruování prototypů a v listopadu 1949 byl odhalen dodávkový Volkswagen T1.

## VW Transporter T1
8. března 1950 se rozběhla sériová výroba modelu pod označením Volkswagen typ 2 (Brouk⁠⁠⁠⁠⁠⁠ dostal zpětně označení typ 1). Pohledově nezapře inspiraci v osobním voze[zdroj?] –  naložené vozy na železničním vagonu. Zhruba v polovině června 1950 byl zhotoven 1000. Transporter. Přes jednoduchou konstrukci šlo o spolehlivý a prostorný vůz. Poháněn byl motorem převzatým z VW Brouka, tj. 1131 cm³ benzínovým 18 kW (25 k) čtyřtaktním čtyřválcem s protilehlými válci („boxer“) chlazeným vzduchem. Obyčejné dodávkové provedení se prodávalo za ceny jen nepatrně vyšší než „exportní“, nejvybavenější Brouk a přispělo masovému rozšíření. Kombi dostalo odnímatelná sedadla do nákladového prostoru a boční okna, mikrobus Caravelle pohodlnější interiér pro až 9 osob a nejluxusnější mikrobus Samba ještě plátěnou stahovací střední část střechy i prosklení jejích bočních panelů. Valník označovaný pick-up měl za třímístnou, později i delší šestimístnou kabinou otevřený ložný prostor. V roce 1952 se začala vyrábět sanitka. Všechny bylo možno opatřit vyšší střechou, což pozvedlo zájem. V roce 1954 byl vyroben stotisící a roku 1962 už miliontý vůz. Zpočátku se vyráběl ve Wolfsburgu, od roku 1956 v Hannoveru.

## VW Transporter T2
V roce 1967 započala výroba druhé generace T2, kterou v roce 1975 doplnil větší Volkswagen LT. O 4 roky později došlo k zrušení výroby v Hannoveru. Tou dobou výroba běžela v Brazílii, Mexiku a Jižní Africe. Výrobou obytných verzí se zabývala společnost Westfalia.
Kvůli panoramatickému čelnímu sklu získal Transporter T2 přezdívku "Bay Window Bus".

## VW Transporter T3
V roce 1979 se představila třetí generace T3, ve které se v roce 1980 poprvé objevil dieselový motor. Byl chlazen kapalinou. Na podzim 1982 nahradily vzduchem chlazené benzínové motory jednotky s kapalinovým chlazením, které výrazně zvýšily výkon. V roce 1981 byl vyroben už pětimilionový vůz. Třetí generace byla také první, u které se objevil pohon všech kol. Byly také představeny varianty Caravelle (1983) pro přepravu osob a Multivan komfortně vybavená jako osobní automobil.

## VW Transporter T4
V roce 1990 se objevila čtvrtá generace T4. Motor se přestěhoval příčně dopředu a obvykle poháněl jen přední kola. První Transporter s karoseriemi dvou různých délek a rozvorů, ložná plocha byla vodorovná. Volkswagen přestal používat označení typ 2.
Transporter T4 byl vyhlášen Mezinárodní dodávkou roku 1992.

### Motory
| Model           | Kód motoru      | Počet válců     | Počet ventilů   | Ventilový rozvod | Vrtání × zdvih [mm] | Zdvihový objem [cm3] | Kompresní poměr | Přeplňování     | Max. výkon [kW (k) při ot./min] | Max. točivý moment [Nm při ot./min] |
| Zážehové motory | Zážehové motory | Zážehové motory | Zážehové motory | Zážehové motory  | Zážehové motory     | Zážehové motory      | Zážehové motory | Zážehové motory | Zážehové motory                 | Zážehové motory                     |
| --------------- | --------------- | --------------- | --------------- | ---------------- | ------------------- | -------------------- | --------------- | --------------- | ------------------------------- | ----------------------------------- |
| 1,8             | PD              | R4              | 8V              | SOHC             | 81,0 × 86,4         | 1781                 | 8,75:1          | ne              | 49 (67) při 4000                | 140 při 2200                        |
| 2,0             | AAC             | R4              | 8V              | SOHC             | 81,0 × 95,5         | 1968                 | 8,5:1           | ne              | 62 (84) při 4300                | 159 při 2200                        |
| 2,5             | AAF             | R5              | 10V             | SOHC             | 81,0 × 95,5         | 2461                 | 9,0:1           | ne              | 81 (110) při 4500               | 190 při 2200                        |
| 2,5             | ACU             | R5              | 10V             | SOHC             | 81,0 × 95,5         | 2461                 | 10,0:1          | ne              | 81 (110) při 4500               | 190 při 2200                        |
| 2,5             | AEN             | R5              | 10V             | SOHC             | 81,0 × 95,5         | 2461                 | 10,0:1          | ne              | 81 (110) při 4500               | 190 při 2200                        |
| 2,5             | AEU             | R5              | 10V             | SOHC             | 81,0 × 95,5         | 2461                 | 10,0:1          | ne              | 81 (110) při 4500               | 190 při 2200                        |
| 2,5             | AET             | R5              | 10V             | SOHC             | 81,0 × 95,5         | 2461                 | 10,0:1          | ne              | 85 (115) při 4500               | 200 při 2200                        |
| 2,5             | APL             | R5              | 10V             | SOHC             | 81,0 × 95,5         | 2461                 | 10,0:1          | ne              | 85 (115) při 4500               | 200 při 2200                        |
| 2,5             | AVT             | R5              | 10V             | SOHC             | 81,0 × 95,5         | 2461                 | 10,0:1          | ne              | 85 (115) při 4500               | 200 při 2200                        |
| 2,8 VR6         | AES             | VR6             | 12V             | 2 × SOHC         | 81,0 × 90,3         | 2792                 | 10,0:1          | ne              | 103 (140) při 4500              | 240 při 3000–3400                   |
| 2,8 V6          | AMV             | VR6             | 24V             | 2 × DOHC         | 81,0 × 90,3         | 2792                 | 10,0:1          | ne              | 150 (204) při 6200              | 245 při 2500–5500                   |
| Vznětové motory |                 |                 |                 |                  |                     |                      |                 |                 |                                 |                                     |
| 1,9 D           | 1X              | R4              | 8V              | SOHC             | 79,5 × 95,5         | 1896                 | 22,5:1          | ne              | 44 (60) při 3700                | 127 při 1700–2500                   |
| 1,9 TD          | ABL             | R4              | 8V              | SOHC             | 79,5 × 95,5         | 1896                 | 22,5:1          | T               | 50 (68) při 3700                | 140 při 2000–3000                   |
| 2,4 D           | AAB             | R5              | 10V             | SOHC             | 79,5 × 95,5         | 2370                 | 22,5:1          | ne              | 57 (78) při 3700                | 164 při 1800–2200                   |
| 2,4 D           | AJA             | R5              | 10V             | SOHC             | 79,5 × 95,5         | 2370                 | 22,5:1          | ne              | 55 (75) při 3700                | 160 při 1900–2900                   |
| 2,5 TDI         | AJT             | R5              | 10V             | SOHC             | 81,0 × 95,5         | 2461                 | 19,5:1          | T               | 65 (88) při 3600                | 195 při 1900–2500                   |
| 2,5 TDI         | AYY             | R5              | 10V             | SOHC             | 81,0 × 95,5         | 2461                 | 19,5:1          | T               | 65 (88) při 3600                | 195 při 1900–2500                   |
| 2,5 TDI         | ACV             | R5              | 10V             | SOHC             | 81,0 × 95,5         | 2461                 | 19,5:1          | T, IC           | 75 (102) při 3500               | 250 při 1900–2300                   |
| 2,5 TDI         | AUF             | R5              | 10V             | SOHC             | 81,0 × 95,5         | 2461                 | 19,5:1          | T, IC           | 75 (102) při 3500               | 250 při 1900–2300                   |
| 2,5 TDI         | AXL             | R5              | 10V             | SOHC             | 81,0 × 95,5         | 2461                 | 19,5:1          | T, IC           | 75 (102) při 3500               | 250 při 1900–2300                   |
| 2,5 TDI         | AYC             | R5              | 10V             | SOHC             | 81,0 × 95,5         | 2461                 | 19,5:1          | T, IC           | 75 (102) při 3500               | 250 při 1900–2300                   |
| 2,5 TDI         | AHY             | R5              | 10V             | SOHC             | 81,0 × 95,5         | 2461                 | 19,5:1          | VGT, IC         | 111 (151) při 4000              | 295 při 1900–3000                   |
| 2,5 TDI         | AXG             | R5              | 10V             | SOHC             | 81,0 × 95,5         | 2461                 | 19,5:1          | VGT, IC         | 111 (151) při 4000              | 295 při 1900–3000                   |

## VW Transporter T5
Od roku 2003 se prodává pátá generace, která byla vyhlášena Mezinárodní dodávkou roku 2004. Prodávala se i v obytné verzi pod označením California, v roce 2009 prošla faceliftem. V Americe se prodává[kdy?] nový Transporter pod názvem Microbus v retro stylu.

## VW Transporter T6
Od roku 2015 se prodávala šestá generace. Výroba byla ukončena v polovině roku 2024.

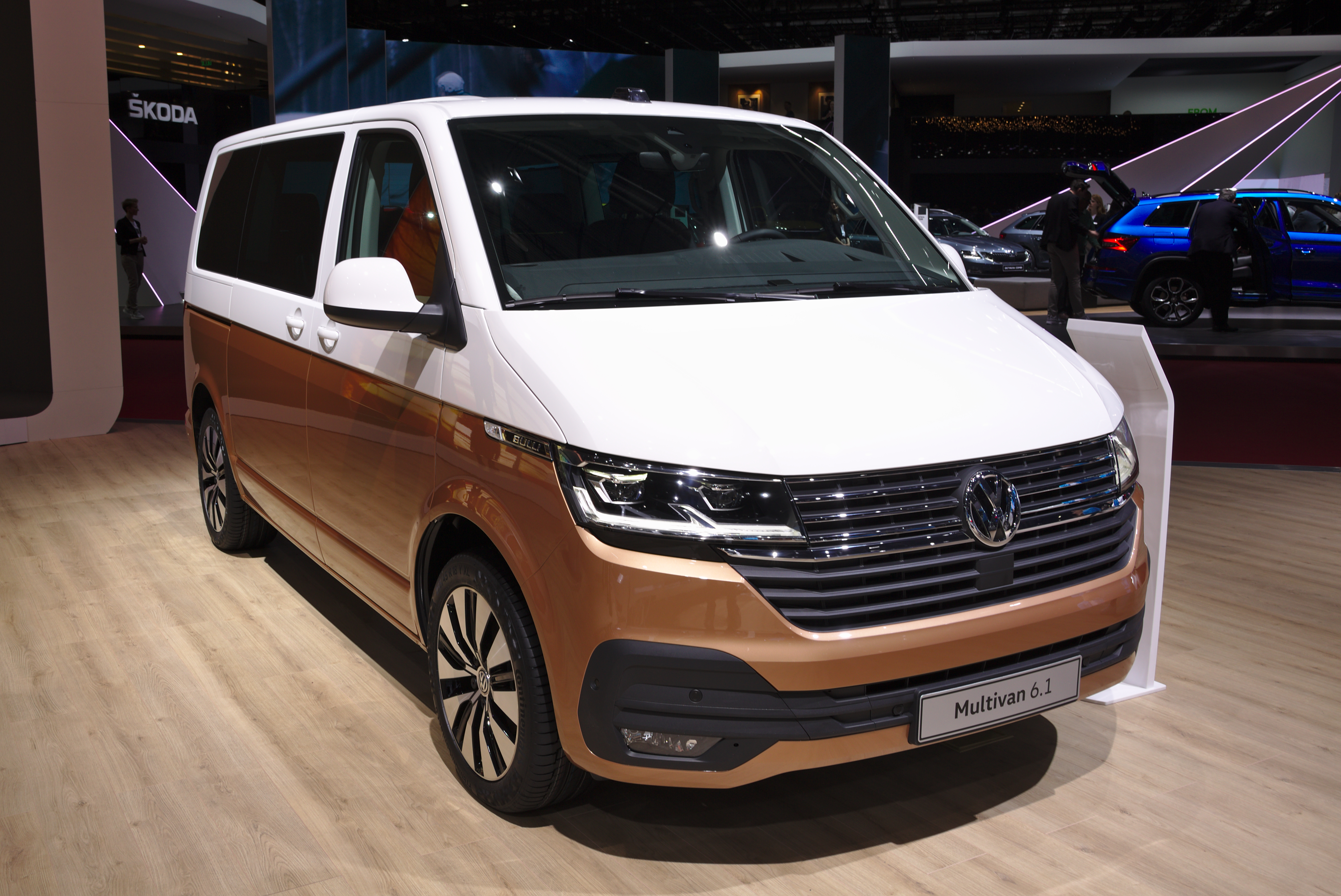
VW Transporter T6.1

## VW T7
Volkswagen oddělil užitkovou řadu Transporter s dvojníkem Caravelle pro až osm cestujících včetně řidiče – zaměřené na podnikání, od volnočasových MPV Multivan a minikaravanu California pro lehčí provoz. Elektromobil ID. Buzz je nechává pohromadě. Sedmou generaci tak reprezentují tři odlišné typy. Vnější rozměry mají zhruba totožné a navzájem si konkurují. Nutností vybrat správný ztrácí oblíbenou univerzalitu i shodnost dílů. 

### Multivan
Volkswagen T7 Multivan se v Evropě prodává od roku 2022 a pokračuje s modulární platformou VW MQB. Je znatelně nižší a může zajet do většiny garáží. Ztratil tím ale některé výrazné přednosti a jako o pouhé velké SUV o něj není velký zájem –⁠⁠⁠⁠⁠⁠ přestože se v roce jeho uvedení přestalo vyrábět MPV Volkswagen Sharan.

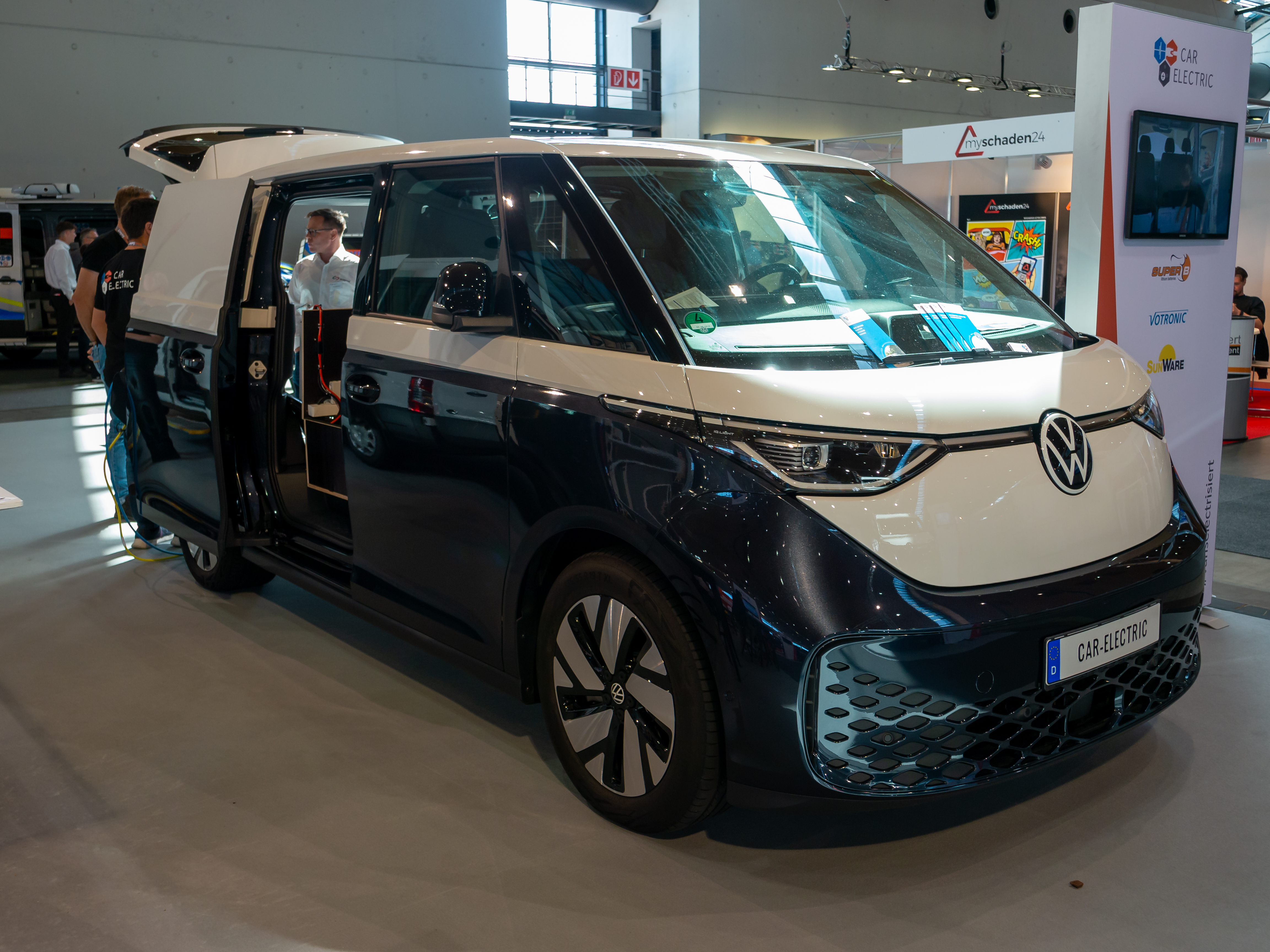
Volkswagen ID. Buzz Cargo

### ID. Buzz
Volkswagen ID. Buzz je elektromobil založený na platformě VW MEB. Patří do rodiny elektromobilů Volkswagen ID. Název "Buzz" projevuje zvuk elektřiny a je odvozeninou přezdívky bus, jak byl běžně označován původní Volkswagen Typ 2/Microbus.
Má dva modely: pětimístný ID. Buzz a nákladní ID. Buzz Cargo. Retro styl osobního minivanu je ovlivněn mikrobusem Volkswagen typu 2 (T1). 
V Evropě se prodává od poloviny roku 2022.

### Transporter
Volkswagen T7 Transporter je přestavěný Ford Transit Custom. Prozrazuje jej zvednutá příď a linie střechy, které postrádají krabicovost dřívějších VW Transporter. Vyrábí ho Ford v Turecku. Přes snahu vytvořit osobitý vlastní styl připomíná Transit Custom se znakem VW.
Zvolit výbavu bylo možno už na jaře 2024. Odhalení v půli září předvedlo objemnější nákladový prostor, zvýšené užitečné zatížení a větší tažnou schopnost.